# ヨハン・ゴットフリート・ヘルダー

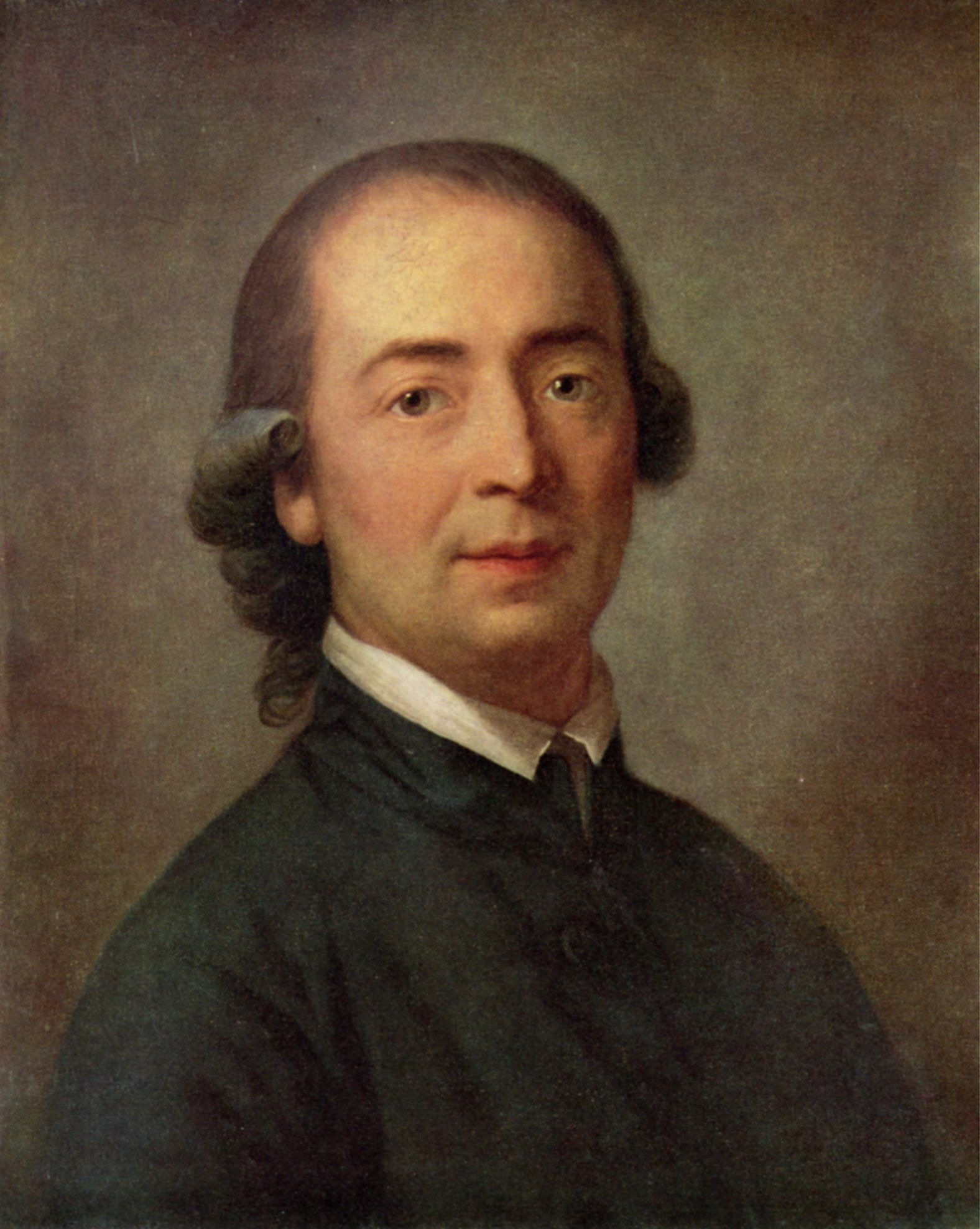
ヨハン・ゴットフリート・ヘルダー

ヨハン・ゴットフリート・ヘルダー（Johann Gottfried von Herder, 1744年8月25日 - 1803年12月18日）は、ドイツの哲学者・文学者、詩人、神学者。
カントの哲学などに触発され、若きゲーテやシュトゥルム・ウント・ドラング、ドイツ古典主義文学およびドイツロマン主義に多大な影響を残すなどドイツ文学・哲学両面において忘れることの出来ない人物である。優れた言語論や歴史哲学、詩作を残したほか、一世を風靡していたカントの超越論的観念論の哲学と対決し、歴史的・人間発生学的な見地から自身の哲学を展開し、カントの哲学とは違った面で20世紀の哲学に影響を与えた人物としても知られている。
地質学者・鉱物学者のジギムント・アウグスト・ヴォルフガング・ヘルダーは息子で、植物学者のフェルディナント・ゴットフリート・フォン・ヘルダーは孫である。

## 生涯

### 生い立ちからケーニヒスベルクまで
東プロイセン・モールンゲン（現在のポーランド・ヴァルミア＝マズールィ県オストルダ郡モロンク）に、織物職人の子として生まれる。家庭は裕福ではなく、父親はオルガン奏者や小学校の教員などで家計を維持していた。ヘルダーは学校では抜群の成績を残していたが、貧困のため大学には進学できずにいた。1761年、七年戦争からロシアへ引き上げる途中、モールンゲンに駐在していた軍医によってヘルダーの才能が見出され、軍医は彼を外科医にするためにケーニヒスベルクへ連れていき、ケーニヒスベルク大学の医学部に入学させた。しかし、医学部の授業には馴染めず神学部に転部。たまたま当大学で哲学を担当していたカントの講義を聞き、大いに刺激を受けた(ただし、この頃のカントは批判期以前で、カントは物理学から地理学まで担当しており、この百科全書的な知識にヘルダーは惹かれたらしい)。その後も、師、友人、ライバルとして、カントは生涯を通じてヘルダーに影響を与えた人物であった。
当地ではカント以上に親交が深かった人物がいた。「北の博士」の異名をもつ思想家ハーマンである。ハーマンはケーニヒスベルク出身で、ヘルダーが当地で学んでいた時は、既に「ロンドンの回心」の後であり、当地に戻って英文学やイスラム学を研究していた。ハーマン家は代々眼科医で、ヘルダーが眼病を患ってハーマンの診療所に通ったことが、彼を知る機縁であったといわれている。敬虔なヘルダーにとってハーマンの存在は魅力的であり、ハーマンからシェイクスピアの文学やディヴィッド・ヒュームの哲学などを学んだといわれている。その後ヘルダーは大学卒業後、ハーマンの紹介でケーニヒスベルクよりさらに北方のリガの大聖堂の説教師に就く事ができた。

### リガからフランス滞在まで
当地リガでは熱心な教育ぶりが買われ、好評であった。またハーマンの発行する文芸新聞にハーマンの詩の批評をすることができた。この批評も好評で、ヘルダーの文芸評論の才能を世間に認めさせることになった。1766年からは文筆活動も開始、『現代ドイツ文学断章』を出版。これは、ゴットホルト・エフライム・レッシング、モーゼス・メンデルスゾーン、トマス・アプトらが中心となって編集していた『最近のドイツ文学に関する文学書簡』という雑誌に対する見解が元になっており、後の文芸評論に大きな影響を与えた。既にこの中に歴史主義的な見解が述べられ、ヘルダーの言語哲学・歴史哲学の大元が出来上がっている。この文芸評論によってたちまち著名になったヘルダーであったが、改版時の同評論における、ベルリン大学の雄弁術教授、クリスティアン・アドルフ・クロッツの詩に対する評価が原因でクロッツによる非難が始まり、論争になった。ついで出版された『批判論叢』(あるいは批判の森。クロッツに対する反論)や『ヘブライ人の考古学』など、歴史家としてのヘルダーの著作が、汎神論的な見解によってリガで聖職者の身である人物にふさわしくないと非難される。これも一因となって彼はリガを去り、フランス文学に対する知見を広めようとフランスへ向けて旅立った。1769年であった。リガから中継地を経て、パリにまで赴いた記録が『フランスへの旅の日誌』という著作である。ヘルダーは、フランスの哲学者の著作などを読みあさり、パリではディドロやダランベールを訪問した。ほどなくして、ドイツの王子の教養旅行の同伴者の話がきて、またドイツへと帰った。1770年のことであった。

### ゲーテとの出会い

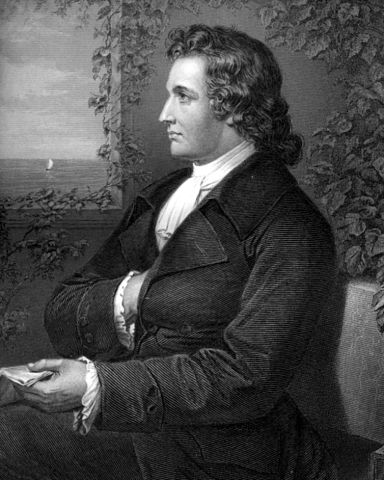
若い頃のゲーテの肖像。ヘルダーは、文芸評論家としてすでに有名であったのに対して、当時ゲーテは、まだシュトラスブルクの無名な学生であった

ドイツへの帰路船が難破したが、運良く救い出され、九死に一生を得た。途中のハンブルクではレッシングと会うことができた。その後、任務である王子のお供をし、イタリアへと旅立った。途中の街で、妻になるカロリーネ・フラックスラントに逢う。しかし、宮中の他の人物たちとうまが合わず、なかなか思うようにいかない旅行だった。そこへ彼の性格に適した牧師の話が届き、シュトラスブルク滞在中、王子に同伴の辞退を申し入れる。眼病を癒しながらその準備をしていた時、当地の学生であった若きゲーテがヘルダーを訪ねてくるという、ドイツ文学史上特筆すべき出会いがあった。ゲーテはヘルダーからシュトゥルム・ウント・ドラングという新しい文学観を吹き込まれたのであった。1771年の春であった。
また、かねてからヘルダーの哲学において常に関心の中心にあった言語の問題に関する懸賞論文を執筆し、『言語起源論』として1772年に出版した。ヨハン・ペーター・ジュスミルヒ（Johann Peter Süßmilch）の言語神授説に対して、ヘルダーは言語を人間によってのみ作り出されたものであるとし、神による創造を徹頭徹尾否定したのである。この書は、神秘的な思想を持つ師匠のハーマンには批判されたが、後の世のヴィルヘルム・フォン・フンボルトなどにも影響を与え、後の近代言語学の礎にもなった。

### ヴァイマルへ
シュトラスブルク滞在後、かねてから望んでいた牧師の職についた。場所は、ザクセン公国（現ニーダーザクセン州）の小都市ビュッケブルク（Bückeburg）である。文学だけでは生計がままならず、孤独な時期でもあった。1776年、ヴァイマルで政治家をしていたゲーテの尽力により、ヴァイマル公国の宗務管区の総監督につくことができ、学者として大いに活躍することができた。この頃のゲーテは、既に疾風怒濤の時代を離れていた。1780年代には、ヘルダーはゲーテと共同で当時タブーであったスピノザの哲学を研究する(後のスピノザ論争の機縁になるとともに、現代におけるスピノザ研究の礎になった)など、ドイツでも屈指の著名な学者になっていた。1784年から1791年にかけて、未刊の大著『人類歴史哲学考』を著し、人類の歴史の発展過程を「人間性」と「時代精神」という概念を軸に論述した。またフランス革命に感銘を受け、『人間性促進のための書簡』(1793-95年)を著した。これはかの歴史的出来事を、ヘルダーの依拠した人間性と時代精神の観点から考察したものである。いずれも古典主義文学に見られるゲーテの美的世界観に対する批判でもあった。これらの書に対しては、ゲーテやシラー、カントらから厳しい評価がなされる。
これへの応酬として、ヘルダーは、かつての恩師で当時ドイツ哲学界を席巻していたカントの唱えた批判哲学に対する再批判の書『純粋理性批判のメタ批判』(1799年)、『カリゴーネ』(1800年)を著す。ヘルダーによれば、カントの哲学は人間の意識を個々の諸能力に分解し、対象世界を「現象」と「物自体」という非生命的なものに分断しており、「純粋な理性」や「ア・プリオリな認識」などは人間理性本来の姿をわきまえない単なる「言葉の乱用」であり、カント哲学は人間理性本来の姿である言語の問題をいっこうに直視していないという。人間性・歴史性を重視するヘルダーの哲学らしい立場をみせるが、これらの書で彼のカント哲学に対する誤解や理解不足が認められたのも事実であった。しかしヘルダーの哲学が、19世紀から20世紀にかけてカント以来のドイツ観念論哲学が批判的に検討され、歴史主義や人間学的な立場が旺盛になるにつれて、この先駆をなすものの一つとして評価されていることも見逃せない。
文化の中心地ヴァイマルにおいて、ヘルダーにしてみれば、時代が自身の考えを受け入れようとはせず、友人や恩師とも論争を繰り返さなければならないという苦悩の晩年を過ごしつつ、1803年に59歳で没した。

## 著作の日本語訳
※古書も含め購入しやすい著作のみ。
- 『ヘルダー旅日記』（嶋田洋一郎訳）九州大学出版会、2002年。ISBN 978-4-87378-709-1
- 『ヘルダー民謡集』（嶋田洋一郎訳）九州大学出版会、2018年。
- 『人類歴史哲学考』（嶋田洋一郎訳）岩波文庫（全5冊）2023年9月-2024年9月
- 『「愛のうた」・英雄「シッド」』（男沢淳訳）日本図書刊行会（発売：近代文芸社）、1997年。ISBN  978-4-89039-367-1
- 『言語起源論』（木村直司訳）大修館書店、1972年。ISBN 4469210137、doi:10.11501/12442228
- 『言語起源論』(大阪大学ドイツ近代文学研究会訳）法政大学出版局<叢書・ウニベルシタス> 1972年、doi:10.11501/12442229
  - 新装版、2015年。ISBN 978-4-588-09998-4
- 『言語起源論』（宮谷尚実訳）講談社学術文庫、2017年。ISBN 978-4-06-292457-3
- 『神　第一版・第二版　スピノザをめぐる対話』（吉田達訳）法政大学出版局<叢書・ウニベルシタス>、2018年。ISBN 978-4-588-01087-3
- 『人間形成に関する私なりの歴史哲学』（高橋昌久訳）京緑社、2021年。（電子書籍）
- 『人間形成に関する私なりの歴史哲学』（高橋昌久訳）風詠社（発売：星雲社）、2023年。ISBN 978-4-434-32138-2
- 『世界の名著38巻　ヘルダー／ゲーテ』中央公論社<中公バックス>、1979年。ISBN 978-4-12-400648-3
小栗浩・七字慶紀訳「人間性形成のための歴史哲学異説」、登張正実訳「シェイクスピア」、「彫塑」
  - 元版『世界の名著続7巻　ヘルダー／ゲーテ』中央公論社、1975年

小栗浩・七字慶紀訳「人間性形成のための歴史哲学異説」、登張正実訳「シェイクスピア」、「彫塑」
- 『人間史論』全4巻（鼓常良訳）白水社
  - 鼓常良 訳『人間史論 第1』白水社、1948年。doi:10.11501/1041225。
  - 鼓常良 訳『人間史論 第2』白水社、1948年。doi:10.11501/1041226。
  - 鼓常良 訳『人間史論 第3』白水社、1949年。doi:10.11501/1041229。
  - 鼓常良 訳『人間史論 第4』白水社、1949年。doi:10.11501/1154950。
- 田中萃一郎、川合貞一 訳『歴史哲学』第一書房、1933年。doi:10.11501/1688898。
  - 『歴史哲學』上下巻（田中萃一郎・川合貞一訳）丁子屋書店、1948年。
- 『民族詩論』（中野康存訳）桜井書店、1945年、doi:10.11501/1126809

## 関連文献
- 登張正実、小栗浩『ヘルダーとゲーテ　ドイツ・フマニスムスの一系譜』中央公論社〈世界の名著 38（中公バックス）　ヘルダー／ゲーテ〉、1979年。doi:10.11501/12406058。